# Rojo carmesí (telenovela)
Rojo carmesí es una telenovela colombiana de drama romántico creada por Fernando Gaitán y producida por Estudios RCN para Canal RCN y Netflix. La telenovela cuenta la historia de Juana y Valeria, empresarias de una prestigiosa empresa de cosméticos, quienes luchan por el amor de Jorge.
Está protagonizada por Laura de León, Juan Manuel Guilera y Carlos Báez, con las participaciones antagónicas de Carolina Gaitán y Marcelo Dos Santos.  
La telenovela se estrenó el 16 de abril de 2024 por Canal RCN y finalizó el 14 de agosto del mismo año. Además fue estrenada el 30 de octubre de 2024 por la plataforma de Netflix.

## Reparto
Parte del elenco fue confirmado el 1 de abril de 2024 por el sitio web La República.

### Reparto Principal
- Laura de León como Juana Levy Valencia 
  - Keisy Oviedo como Juana Levy Valencia (joven de 17 años)
- Carlos Báez como Jorge García Celis
  - Adriano Lyentsov como Jorge García Celis (joven de 14 años)
- Carolina Gaitán como Valeria Ruiz Urrutia
- Juan Manuel Guilera como Marcelo Valencia
- Marcelo Dos Santos como Alejandro Ruiz
- Natasha Klauss como Paulina Valencia
  - Verónica Velásquez como Paulina Valencia (joven)

- Kepa Amuchastegui como Khalil Fatat
  - Pedro Calvo como Khalil Fatat (joven de 29 años)
- Germán Quintero como Bernardo Ruiz
- Ana Wills como Alexa Sánchez Urrutia
- María Helena Döering como Beatriz Guzmán de Castañeda
- Cristina Campuzano como Catalina Carrasco de Ruiz
- Natalia Durán como Helena Echavarría
- Mya Durán como Gabriela Valencia Echavarría
- Aída Morales como Nancy Quesada
- Manuela Valdés como Daiana Vásquez
- María del Rosario como Lucrecia Pérez Montero
- Jeymmy Paola Vargas como Melissa Díaz
- Juan Pablo Posada como Mauricio Morales Vargas
- Elizabeth Minotta como Isabela Vega Guzmán
- Nicolás Montero como Roberto Castañeda
- Alejandra Ávila como Lía Zúñiga
- Manuel Pacheco como Camilo Moreno
- Felipe Botero como Silvio Forero

### Reparto Recurrente
- Jason Chad como William Taylor
- Giovanna Andrade como Sandra Dorvigny
- Luis Fernando Salas como Samuel Gutiérrez
- Yuldor Gutiérrez como Luis "Lucho"
- Cristina Warner como María Del Carmen Elgueta
- Gastón Velandia como Félix Forero
- Haydée Ramírez como Victoria Vargas de Morales
- Mario Espitia como Santiago Fernández
- Maia Landaburu como Abogada Julia Saldarriaga
- Andrea Rey como Leticia de Levy (25 años)
- Anderson Otalvaro como Daniel
- Jonathan Posada como Victor
- Claudia de Hoyos como Susana Pérez Montero
- Jacobo Montalvo Moncada como Mateo Castañeda
- Nicolás Santa como Luciano Novella
- Nayra Castillo como Dora
- María Gaviria como Daniela Vélez
- Lina Solano como Susan Taylor

## Producción
En junio de 2021, Adriana Suárez anunció que escribiría una telenovela basada en una sinopsis dejada por Fernando Gaitán antes de su muerte en 2019. En abril de 2023, Rojo carmesí fue confirmado como el título de la telenovela. Las grabaciones iniciaron el 9 de enero de 2024 y finalizaron en junio del 2024.